# Дубівці (Чернівецький район)
Ду́бівці — село в Україні, у Мамаївській громаді Чернівецького району Чернівецької області.

## Історія
Дубівці-село, яке розташоване за 19 км від міста Чернівці, на лівому березі річки Прут. 
Перша документальна згадка про село відноситься до 2 листопада 1464 року (фото з книги Ростислава Дуба "Стежками Кіцманщини").
2 листопада 2024 року виповнилось 560 років з дня заснування села Дубівці.

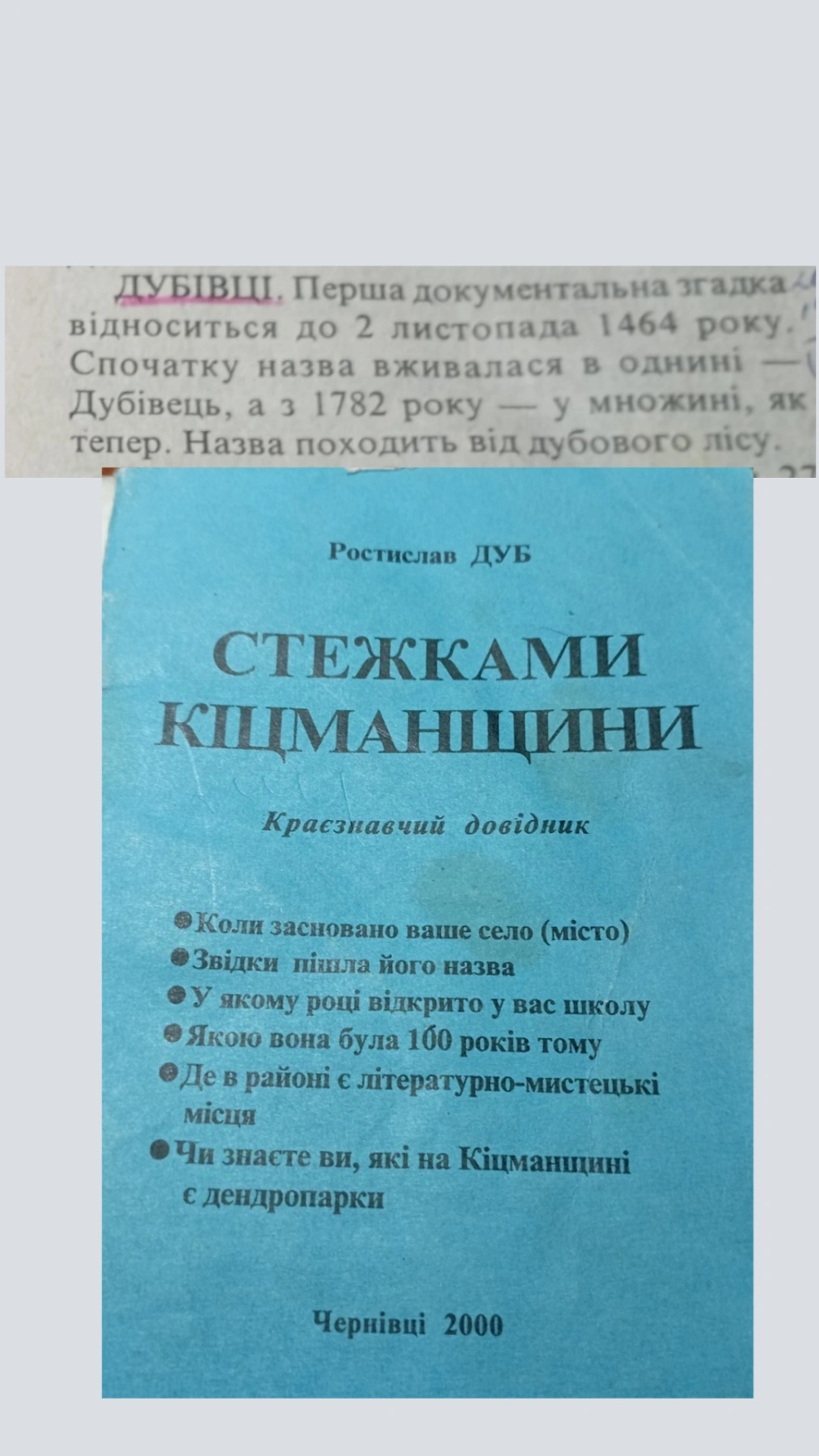
Перша документальна згадка про село Дубівці

Спочатку село називалось Дубовець, а після 1782 року отримало назву Дубівці.
У селі знаходиться церква Успіння Пресвятої Богородиці, яка є пам'яткою архітектури державного значення. Святиня побудована в 1775 році. Школа, що збудована в 1903 році мала 4 класи, у ній навчались не тільки місцеві діти, а й із сусіднього села Берегомет.
Греко-католицька каплиця побудована в кінці 18 століття, слугувала усипальницею для родичів сім'ї барона Шимоновича, який мешкав у селі. Майже в центрі села праворуч від центральної дороги розташований палац барона Шимоновича, який був побудований в 1914 році. Цей палац входить до 10 найкращих палаців Чернівецької області. Він побудований бароном Отто Шимоновичем.
Мешканці села зазнали каральної акції операції «Захід».
З 24 серпня 1991 року село входить до складу незалежної України.
9 серпня 2017 року шляхом об'єднання Лужанської селищної ради та Мамаївської сільської ради, село увійшло до складу Мамаївської сільської громади, до цього органом місцевого самоврядування була Дубовецька сільська рада.
19 липня 2020 року, в результаті адміністративно-територіальної реформи та ліквідації Кіцманського району, село увійшло до складу Чернівецького району.
26 січня 2025 року відбулися загальні релігійної громади парафіїя Успіння Пресвятої Богородиці. Під час зборів було прийнято історичне рішення про вихід з-під юрисдикції Московського патріархату та перехід до помісної Православної церкви України. На збори зареєструвалось 115 жителів села. За рішення про перехід проголосували одноголосно.
Герб села Дубівці
Ескіз герба села був створений у березні 2023 року.
Автори: 
Василь Паскар, інженер-будівельник з 30 річним стажем, автор посібників і довідників;
Ірина Паскар, інженер-будівельник.
Опис герба
  У нижній частині щита герба на блакитній стрічці розміщено назву села. У центрі щита на блакитному фоні зображені: дуб, хрест, книга, дубові листя, які обрамлені листями дуба. Щит обрамований картушем золотого кольору і увінчаний короною у вигляді перев’язаних золотих пшеничних колосків, яка вказує на сільський статус населеного пункту.
  Дуб та дубові листя характеризують назву села, яка походить від дубового лісу. Це символи могутності, сили та міцності.
  Хрест символізує християнство, віру, Бога, спасіння.
  Книга – це символ знання, навчання та пізнання.
  Срібний (білий) колір щита уособлює чистоту та духовність.
  Лазурь (блакитний колір) уособлює великодушність, вірність, чесність.
  Золотий колір символізує знатність, багатство, а також справедливість та милосердя.

## Населення
Національний склад населення за даними перепису 1930 року у Румунії:
| Національність | Кількість осіб | Відсоток |
| -------------- | -------------- | -------- |
| українці       | 1296           | 94,53 %  |
| поляки         | 34             | 2,48 %   |
| євреї          | 28             | 2,04 %   |
| румуни         | 5              | 0,36 %   |
| німці          | 3              | 0,22 %   |
| вірмени        | 3              | 0,22 %   |
| росіяни        | 2              | 0,15 %   |

Мовний склад населення за даними перепису 1930 року:
| Мова       | Кількість осіб | Відсоток |
| ---------- | -------------- | -------- |
| українська | 1297           | 94,60 %  |
| польська   | 35             | 2,55 %   |
| їдиш       | 28             | 2,04 %   |
| німецька   | 5              | 0,36 %   |
| румунська  | 4              | 0,29 %   |
| російська  | 2              | 0,15 %   |

### Мова
Розподіл населення за рідною мовою за даними перепису 2001 року:
| Мова       | Кількість | Відсоток |
| ---------- | --------- | -------- |
| українська | 1221      | 99.11%   |
| російська  | 8         | 0.65%    |
| румунська  | 2         | 0.16%    |
| білоруська | 1         | 0.08%    |
| Усього     | 1232      | 100%     |

## Відомі люди
народилися:
- Брати Орест та Денис Руснаки — оперні співаки, тенори.
- Гаррі Джекс — ботанік.
- Романюк Вадим Васильович — український військовослужбовець, учасник російсько-української війни[9][10].

Церква Св. Арх. Михаїла 1812 с. Дубівці

## Світлини

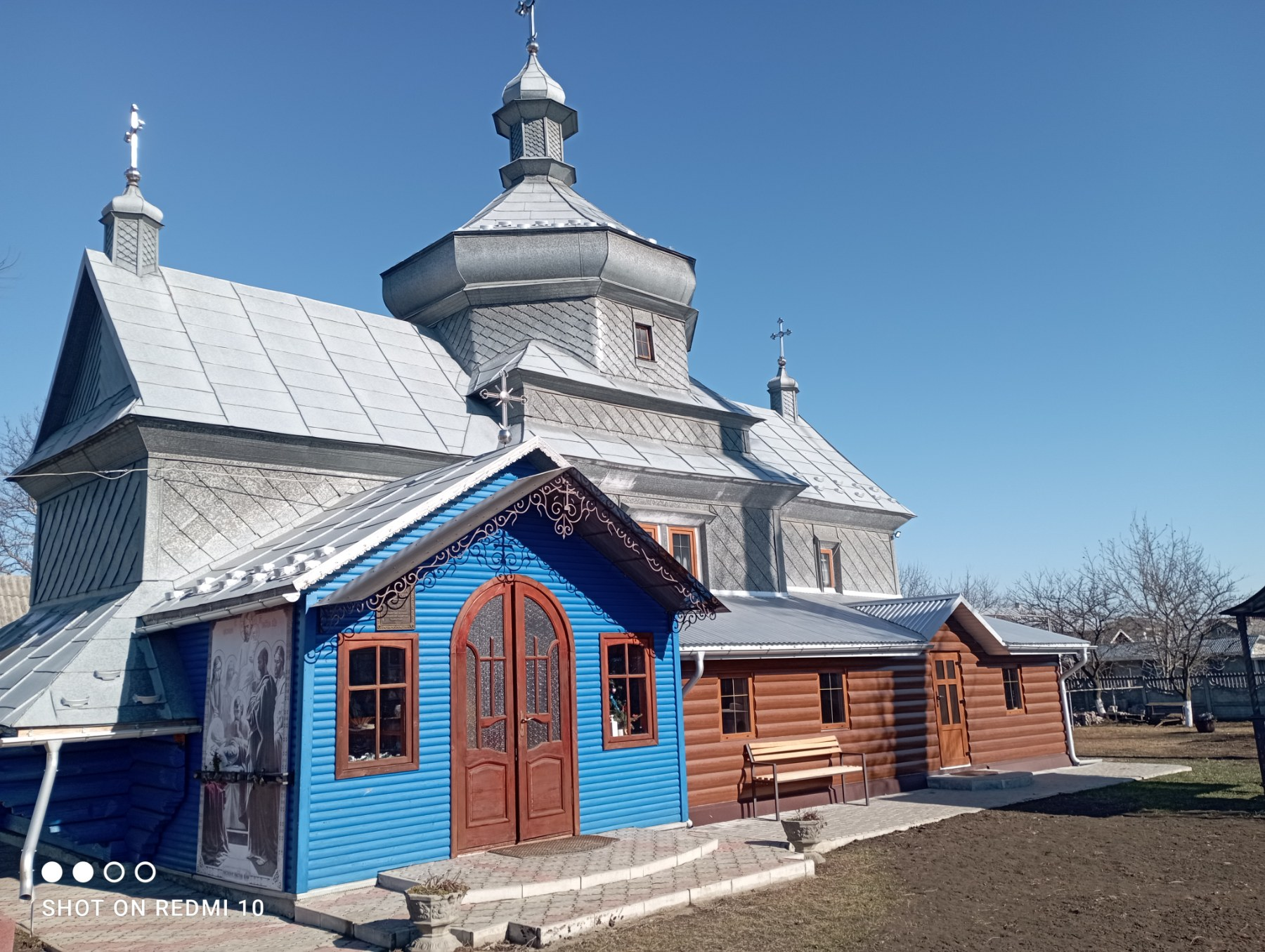
Церква Успіння Пресвятої Богородиці, 1775 р.
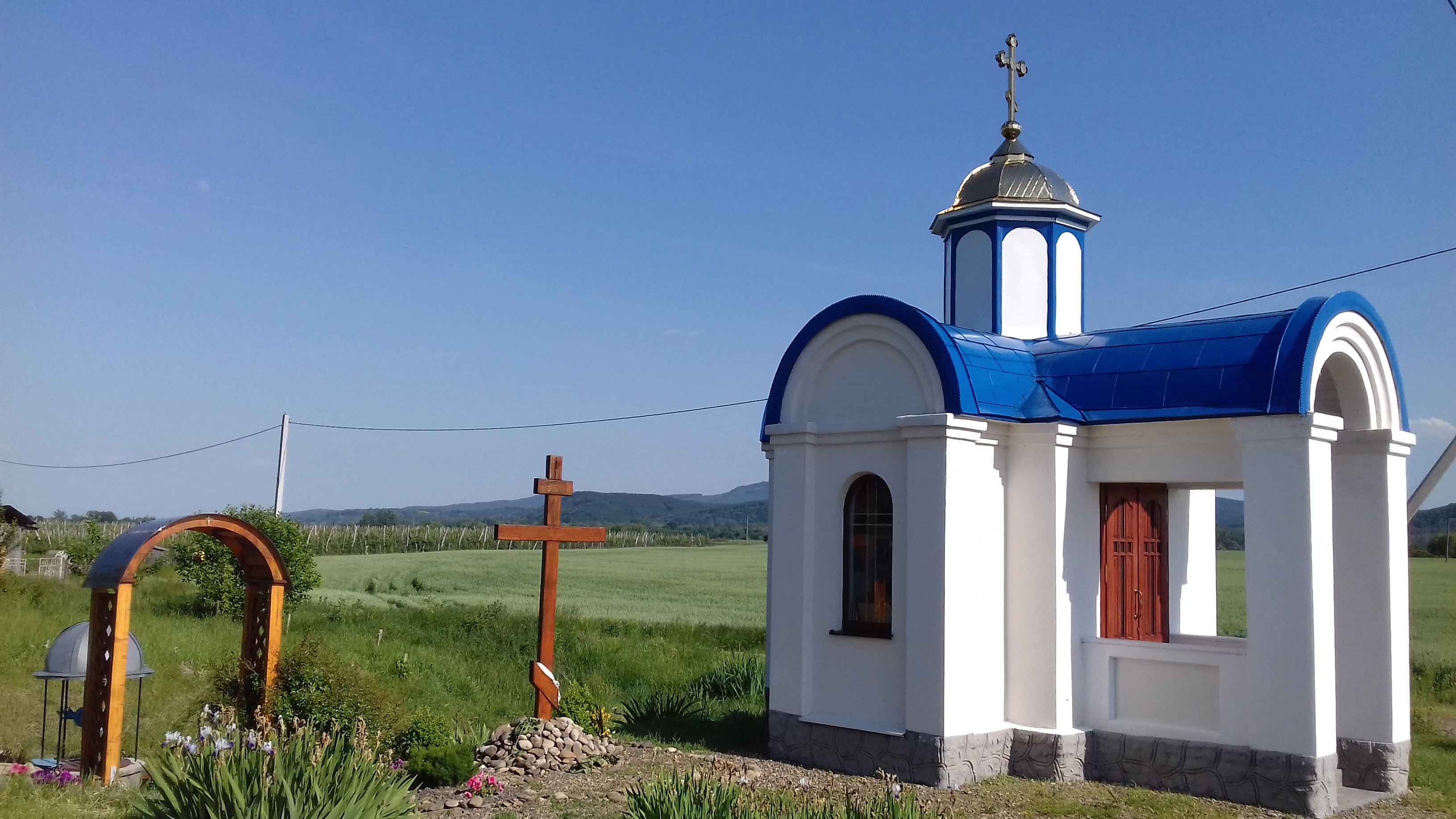
Каплиця на честь ікони Божої Матері «Живоносне Джерело»
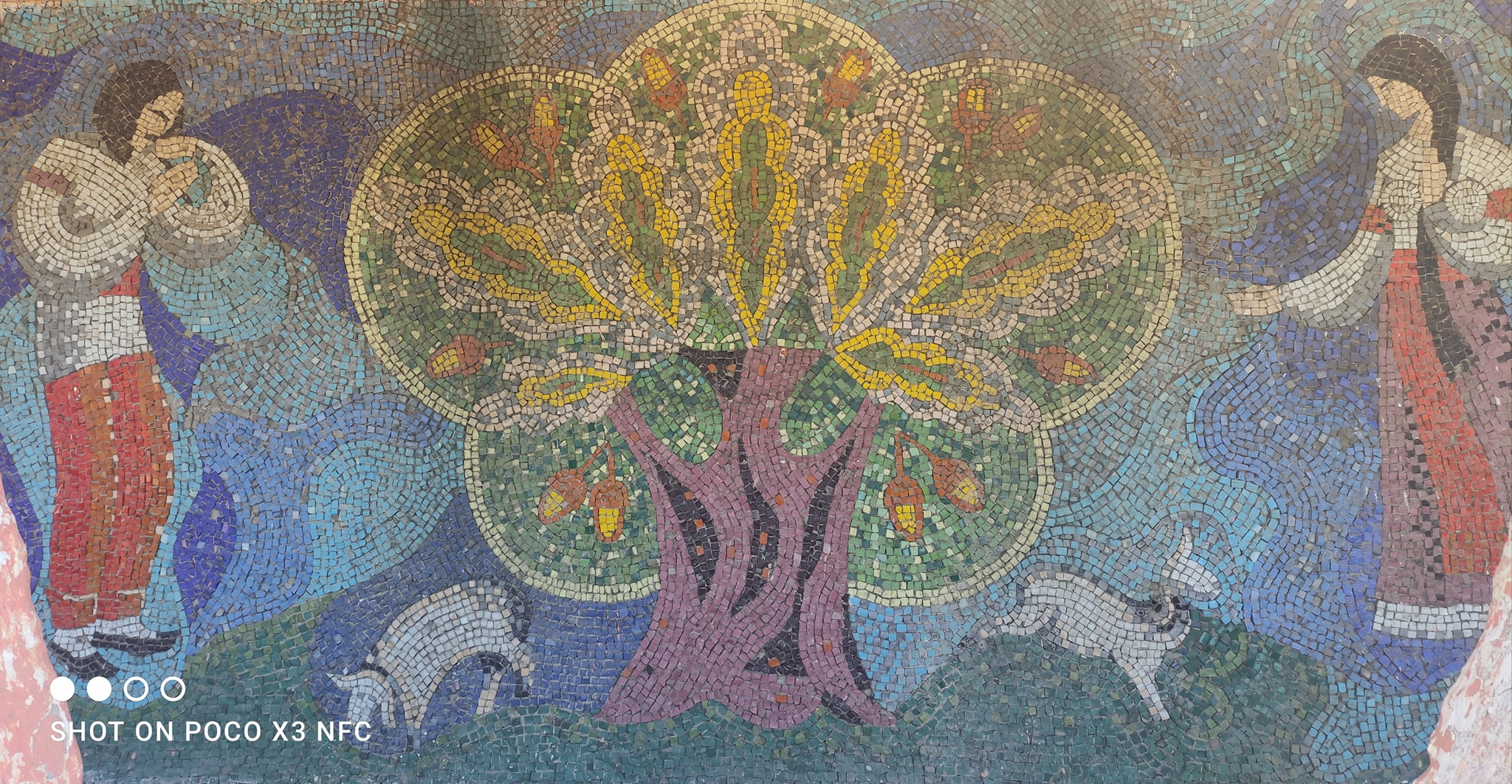
Мозаїка на зупинці у Дубівцях
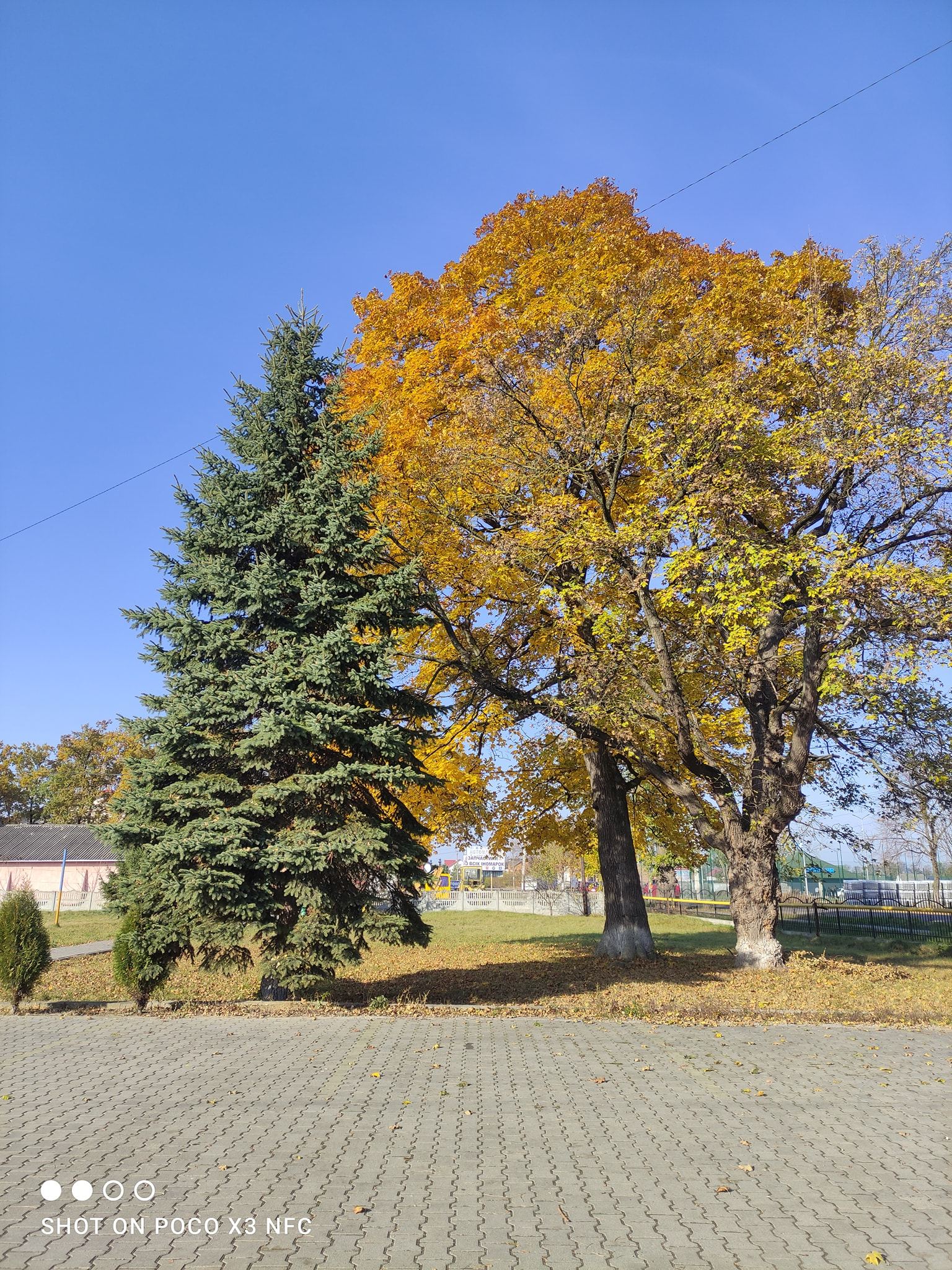
Дубівці (осінь)
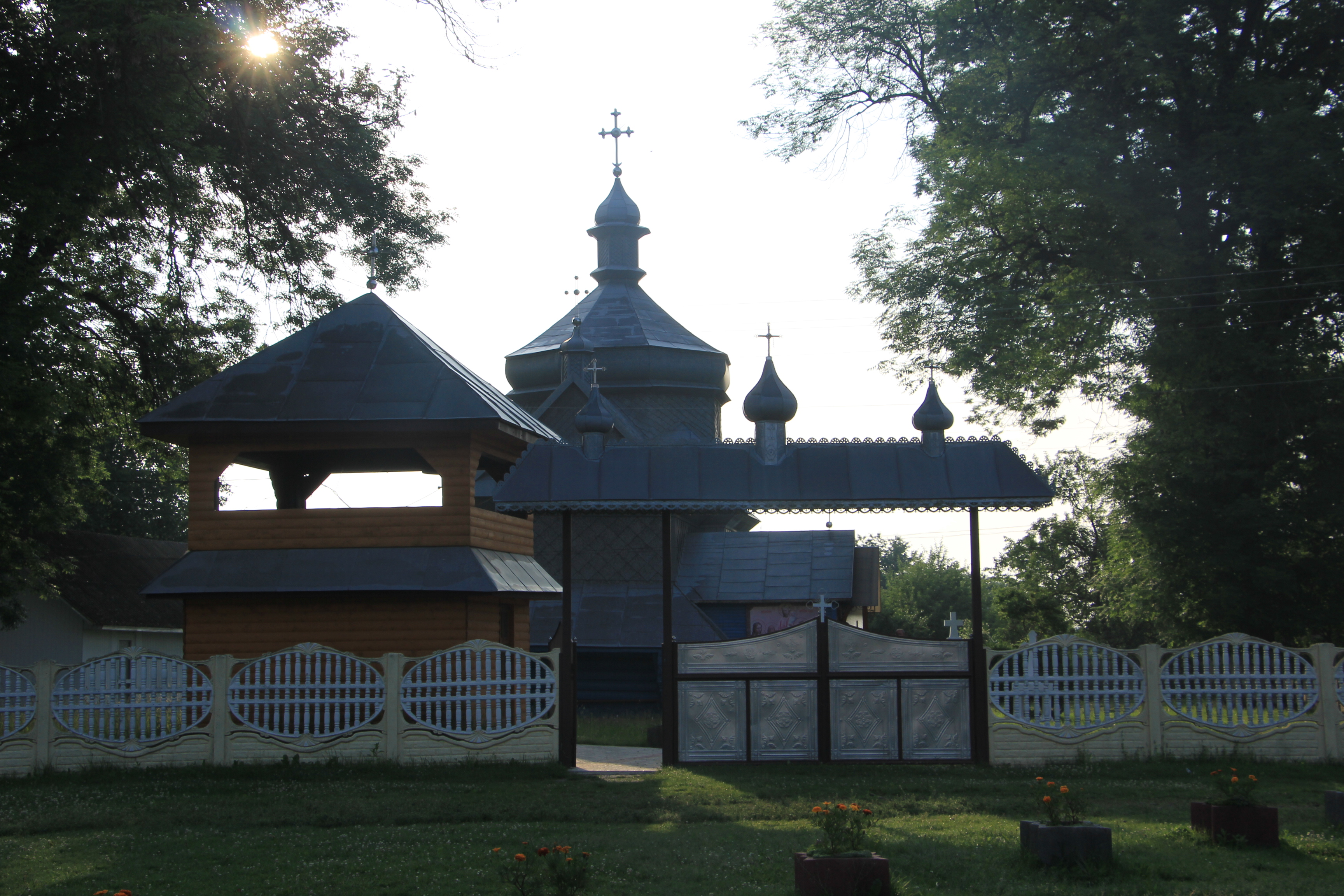
Церква Успіння Пресвятої Богородиці, 1775 р, Дубівці
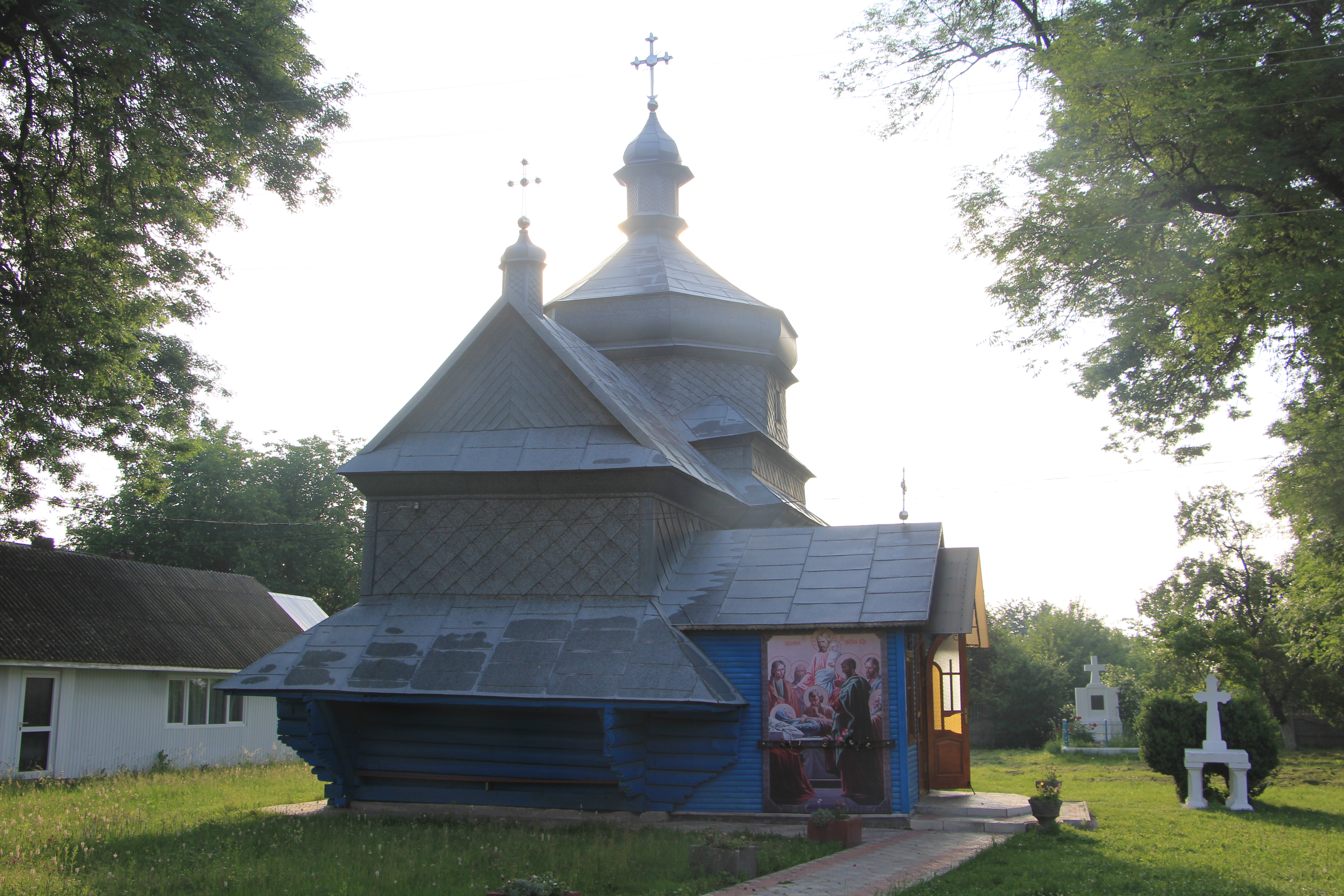
Церква Успіння Пресвятої Богородиці
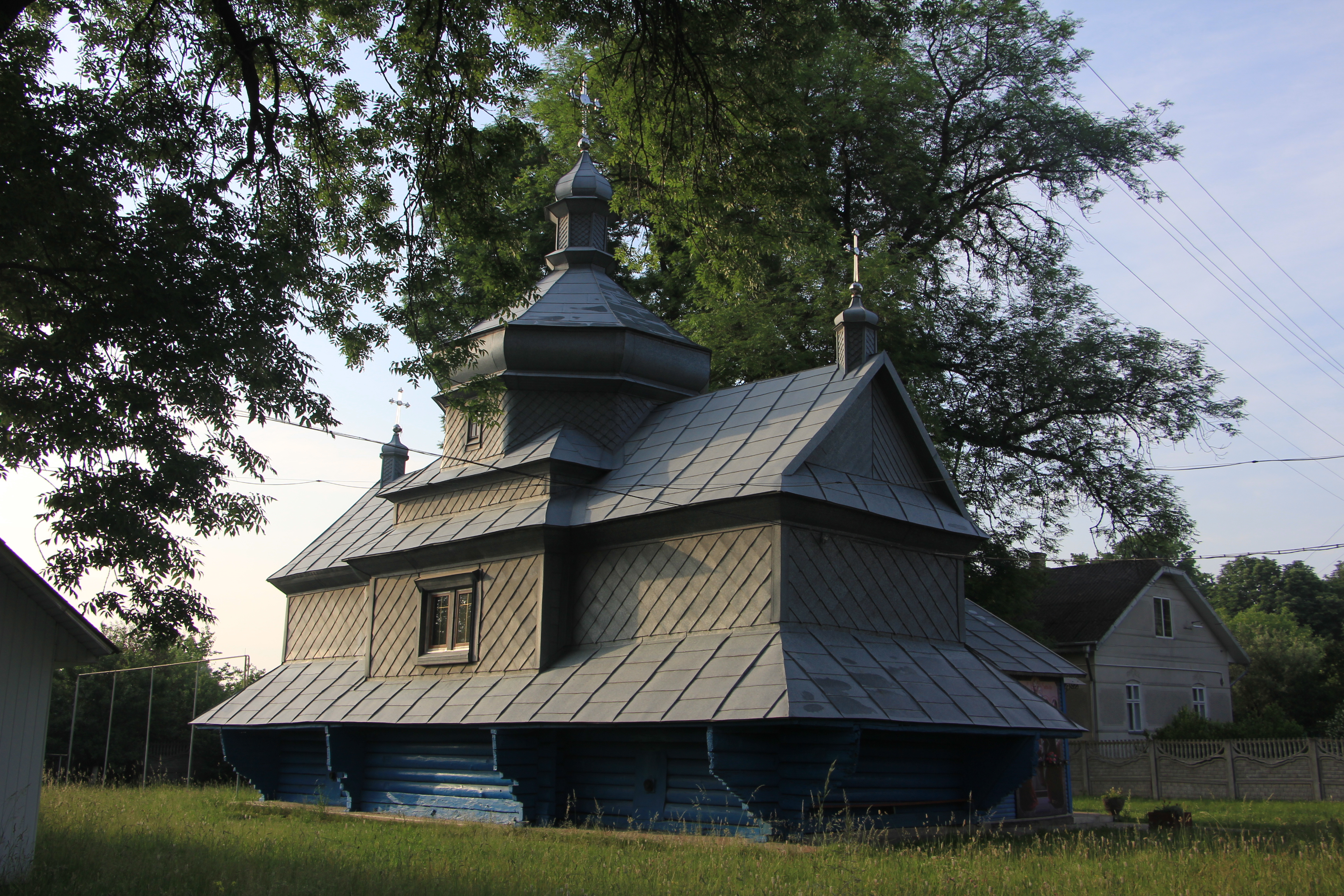
Церква Успіння Пресвятої Богородиці
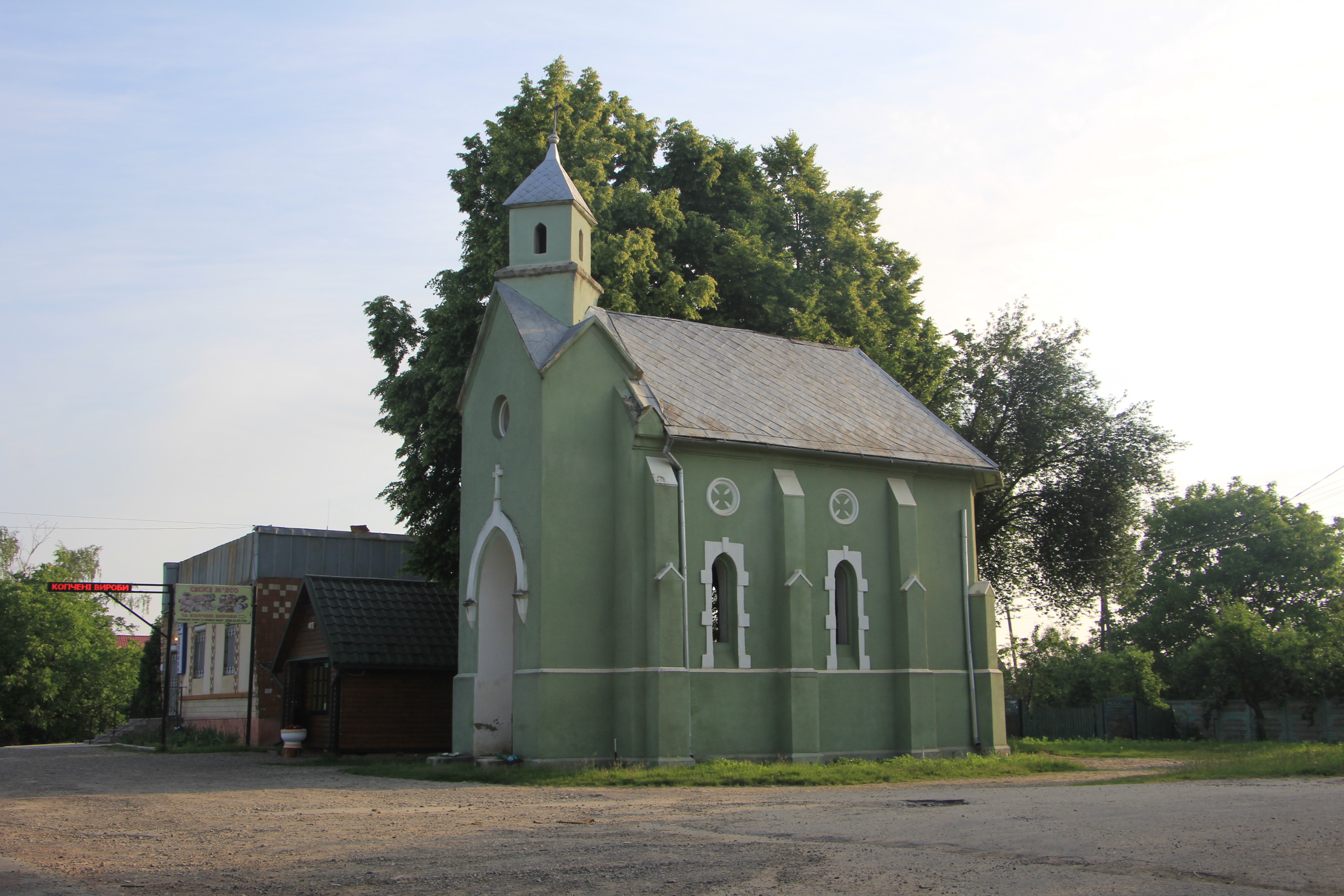
Греко-католицька каплиця-усипальниця родини барона Шимоновича